# 2011年6月香港

## 6月1日
- 食物及衞生局公布，現時有78,000名市民登記器官捐贈，人數由2005年的每100萬人有4人願意捐贈，增至每100萬人有7人 願意捐贈器官[1]。

- 本港外籍家庭傭工的「規定最低工資」將由每月3,580元增加至3,740元，增幅為4.5%。此修訂適用於明日起簽訂的所有新合約[2]。

## 6月2日
- 香港機場管理局提出香港國際機場未來20年的發展大綱方案，當中包括興建第三條跑道及提升現有雙跑道系統設施。機管局主席張建東表示，第三條跑道初步估算的造價超過1,000億港元[3]。

## 6月3日
- 長洲太平清醮、大澳端午龍舟遊涌、大坑舞火龍及香港潮人盂蘭勝會，被列入第三批國家級非物質文化遺產名錄[4]。

## 6月4日
- 是日為六四事件22周年，支聯會繼續舉辦六四燭光集會，並指有15萬人參與，警方則指在高烽期有77,000人參與[5]。

## 6月10日
- 香港天文台是日上午9:40因熱帶風暴莎莉嘉而發出本年第一個的 一號戒備信號[6]。

## 6月11日
- 英政府透過《倫敦憲報》公佈2011年英女皇壽辰授勳名單，香港方面今次有兩人授勳，分別是和黃港口董事總經理馬德富博士（Dr. John Meredith）和英國駐港總領事館職工邱惠琳，兩人分別獲勳CBE勳銜和MBE勳銜[7]。

## 6月12日
- 王光亞是日訪港並展開為期三天的訪港行程[8]。

## 6月19日
- 港鐵今起加價百分之2.2[9]。

## 6月20日
- 衞生防護中心調查發現，有長期病73歲年老婦女經痰液採樣樣本被驗診斷出感染金黃葡萄球菌，這是一宗入侵性社區型耐藥性金黃葡萄球菌的確診個案[10]。

## 6月22日
- 受熱帶風暴海馬影響，香港天文台今天上午發出今年首個 三號強風信號。[11]

## 6月29日
曾蔭權呼籲市民支持立法會遞補機制建議。